# Тварини на гербах України

Герб Львова. Лев

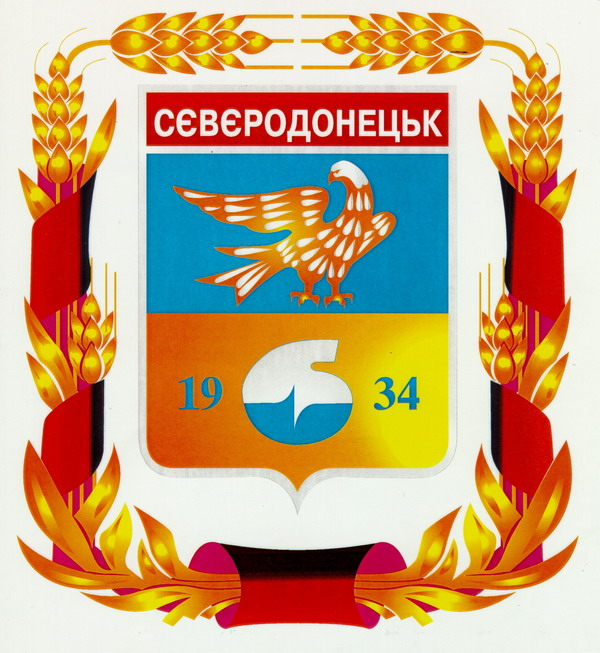
Герб Сєвєродонецька. На синьому тлі зображення «Золотого сокола» - символу свободи, торжества духу, безсмертя.

Відколи людина приручила тварину наша історія нероздільна. Інколи люди приручали дивовижних тварин: антилоп, лелек, гепардів, крокодилів і ін. Але перша тварина яку приручила людина був собака. Іще вівця. Тоді швидше за все людині і захотілося малювати їх на гербах. Серед учених існують суперечки чи вважати неолітичні зображення тварин першими прикладами використання тварин в геральдиці чи геральдична традиція зображати тварин на різних гербах бере свій початок у Стародавньому Римі, Шумері та Вавилоні. На багатьох гербах України присутні тварини або їхні елементи. Це герби таких міст: Кропивницький, Дружківка, Щолкіне, Верхньодніпровськ, Жмеринка, Сєвєродонецьк.
Елементи представників фауни також присутні на гербах багатьох районів та областей України. Зокрема Кам'янського, Закарпатської і Луганської.

## Тварини
Собака, Змія, Кінь, Ховрах, Лелека, Вовк, Дельфін, Орел, Лисиця, Бик та інші - існуючи тварини, яки використовуються у геральдиці України.

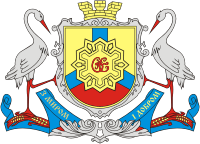
Великий герб Кропивницького
Герб Черкас
Герб Бережан
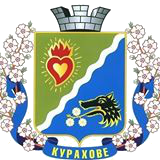
Герб Курахового
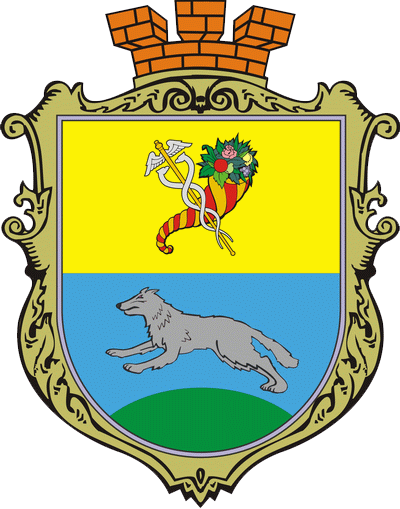
Герб Вовчанська
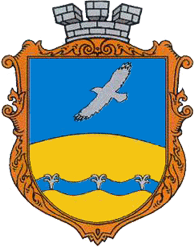
Герб Волновахи.
Герб Слов'янська
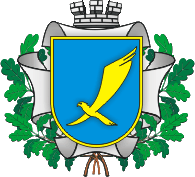
Герб Харцизька
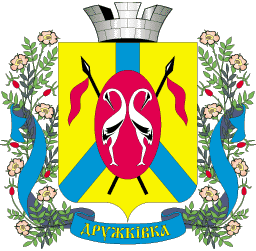
Герб Дружківки
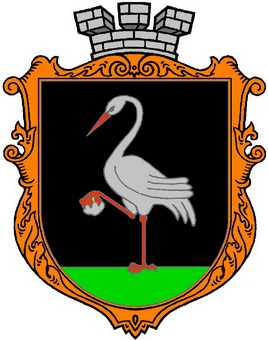
Герб Дунаївців
Герб Щолкіного
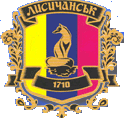
Герб Лисичанська
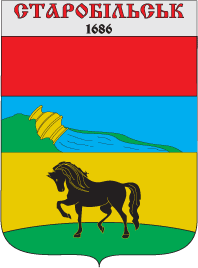
Герб Старобільська
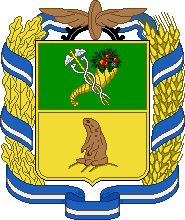
Герб Куп'янська
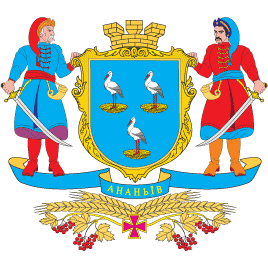
Герб Ананьєва
Герб Верхньодніпровська
Герб Трускавця
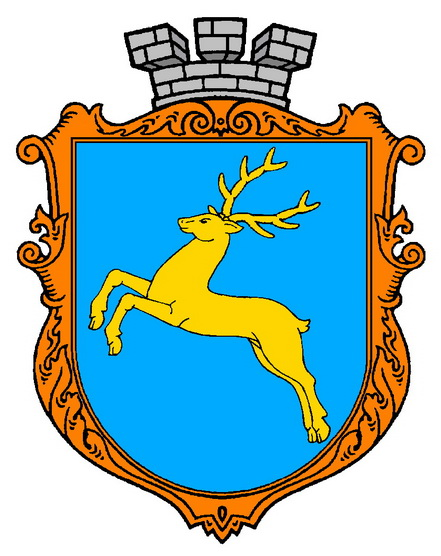
Герб Самбора
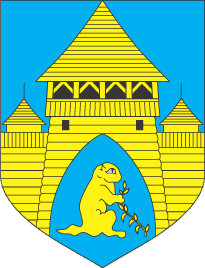
Герб Бібрки
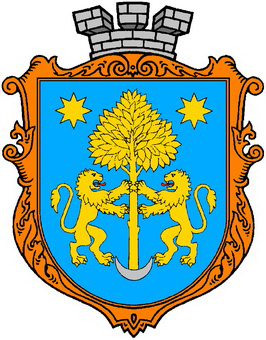
Герб Глинян
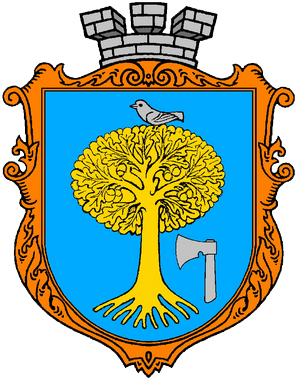
Герб Миколаєва (Львівська область)
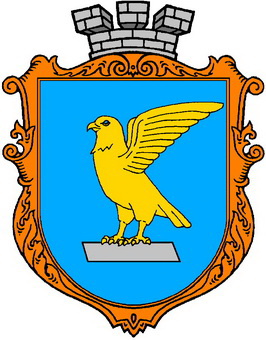
Герб Сокаля
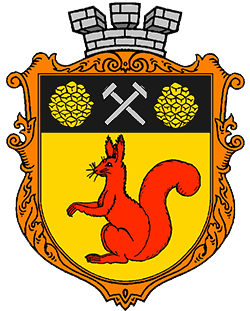
Герб Соснівки (Львівська область)
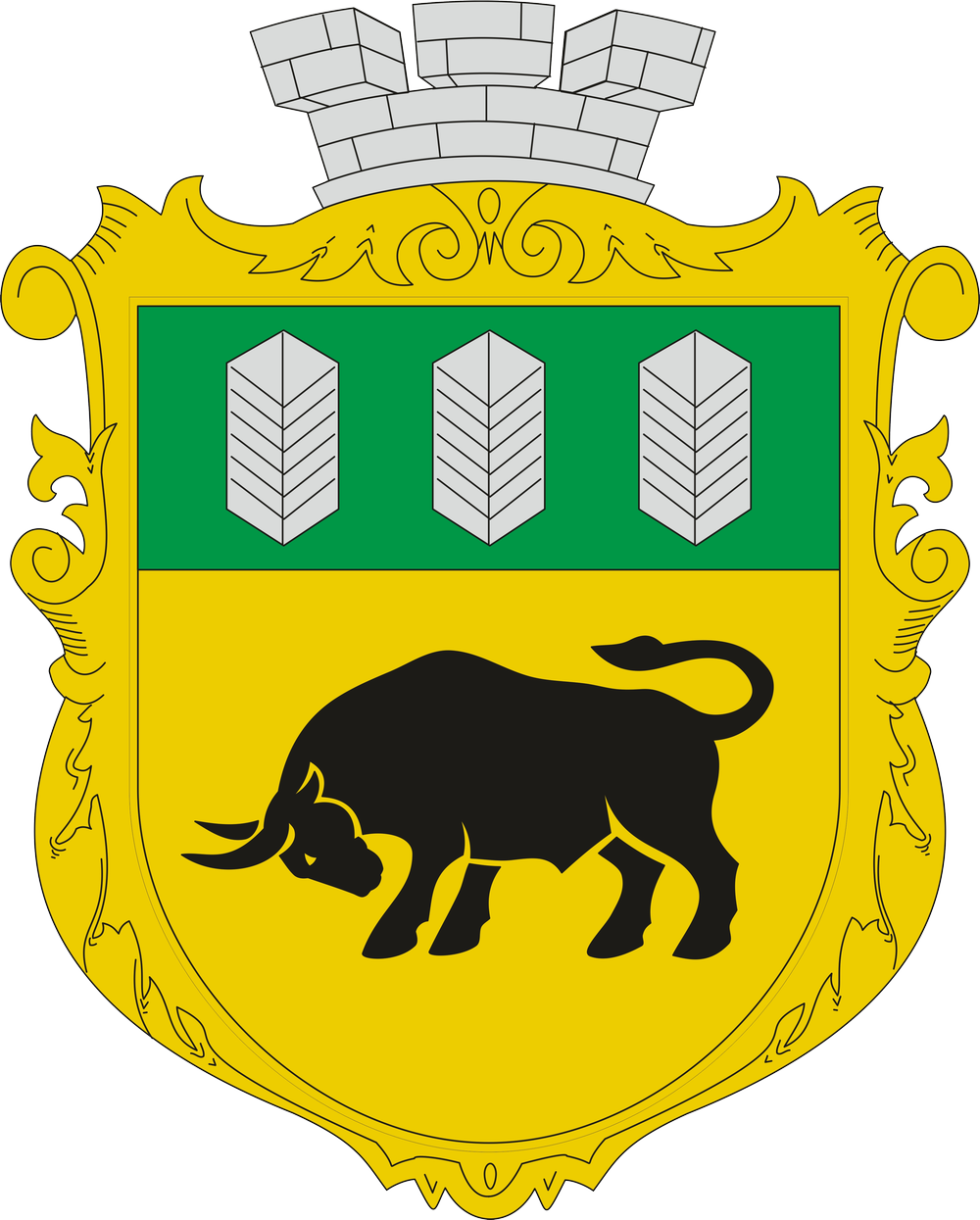
Герб Турки
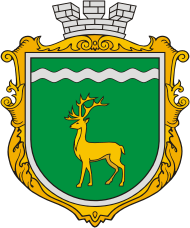
Герб Олександрівки (Кіровоградська область)

### Химери
- Грифон
- Дракон
- Золотий сокіл
- Єдиноріг
- Гіпогриф

Герб Заліщиків
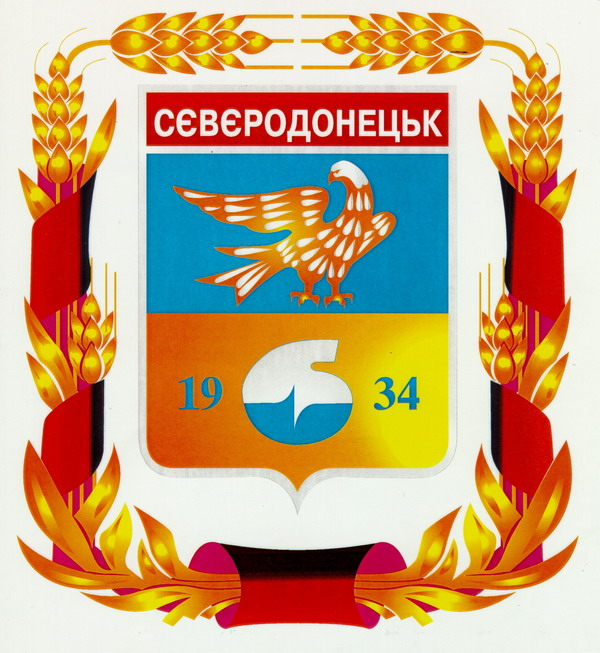
Герб міста Сєвєродонецька
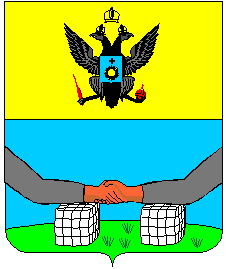
Герб Базалії
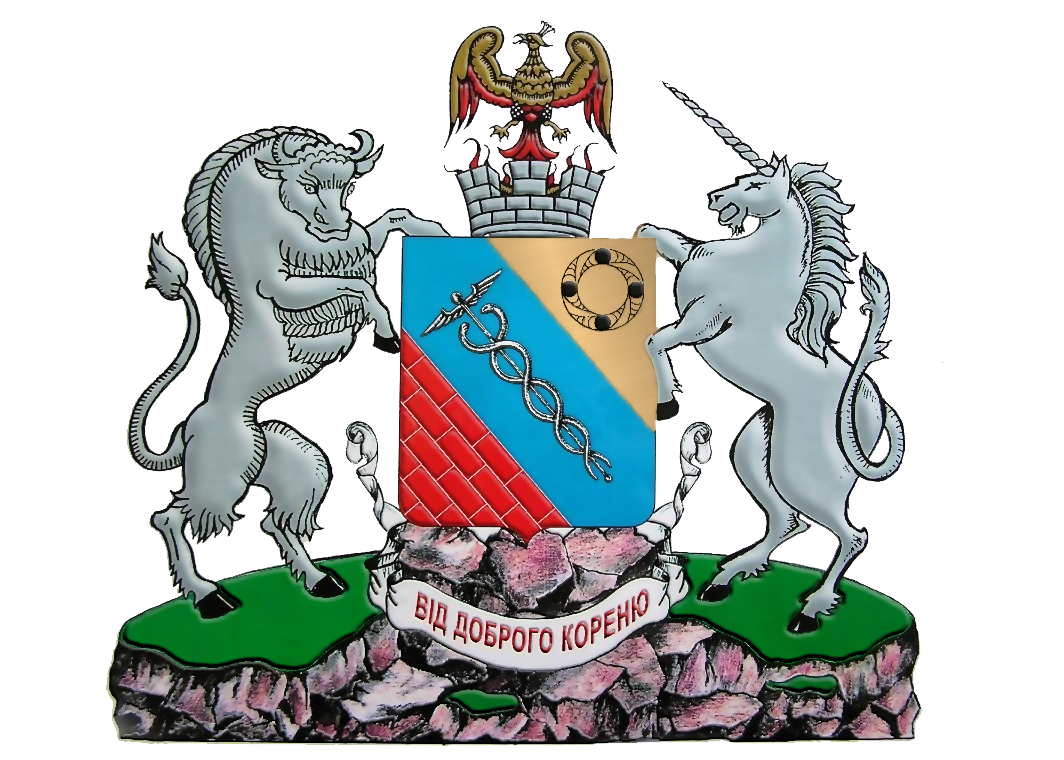
Герб м. Тальне
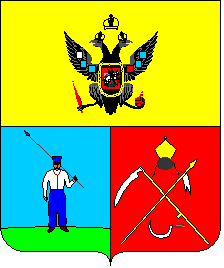
Герб Умані
Герб Керчі
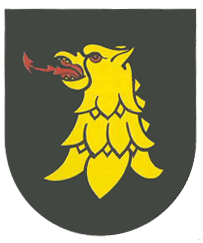
Герб Старого Криму
Герб м. Знам'янка
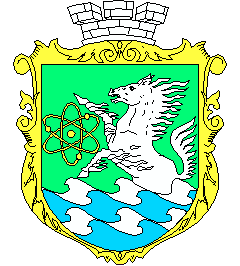
Герб Южноукраїньська
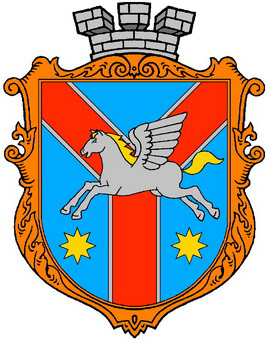
Герб Жмеринки

### Вимерлі тварини
- Фолклендський вовк
- Кінь дикий
- Дронт
- Свиноногий бандикут
- Brotomys voratus
- Морська корова
- Фіолетовий амазон
- Гваделупський ара
- Європейський лев

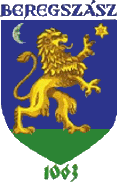
Герб міста Берегове
Герб Ялти

## Адмінодиниці

### Області

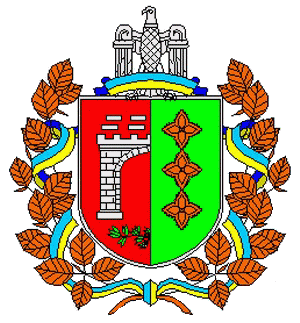
Герб Чернівецької області
Герб Чернігівської області
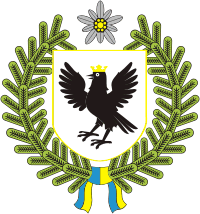
Герб Івано-Франківської області
Герб Київської області
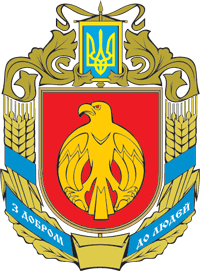
Герб Кіровоградської області
Герб Луганської області
Герб Львівської області
Герб Закарпатської області
Герб Житомирської області

### АРК Крим

Герб АРК Крим
Герб Багерового
Герб Журавок

### Райони

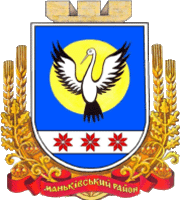
Герб Маньківського району
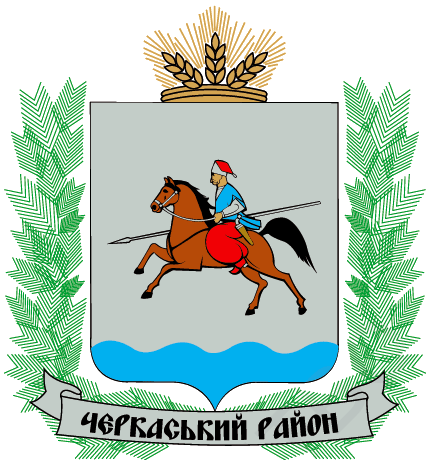
Герб Черкаського району
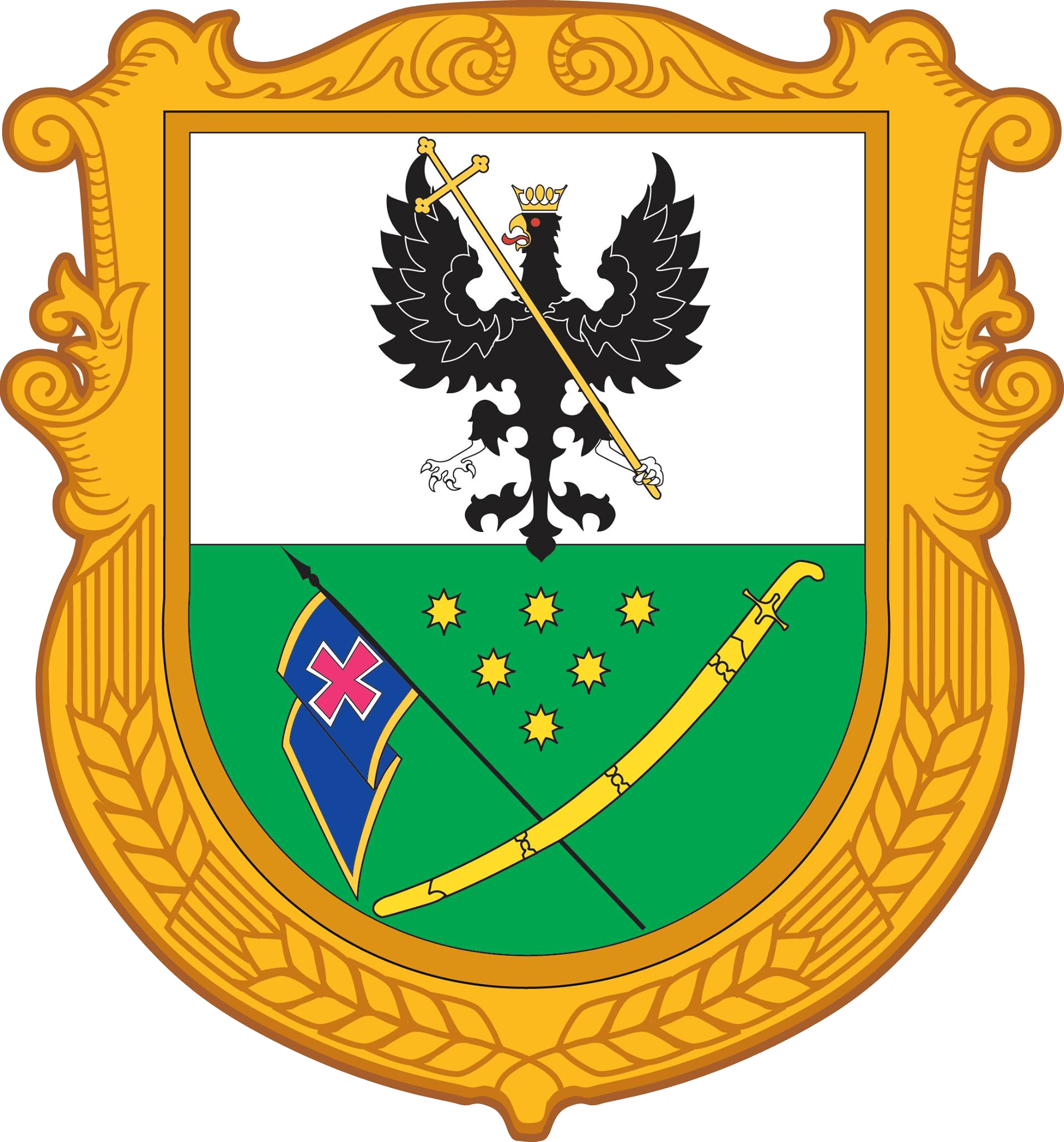
Герб Чернігівського району
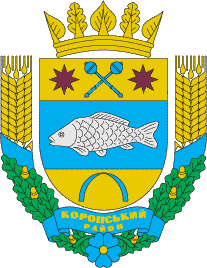
Герб Коропського району
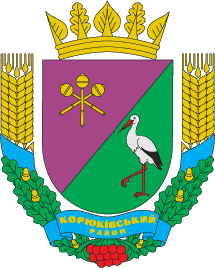
Герб Корюківського району
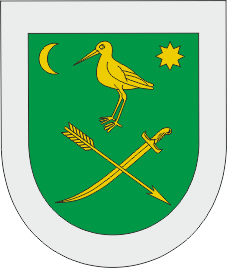
Герб Куликівського району
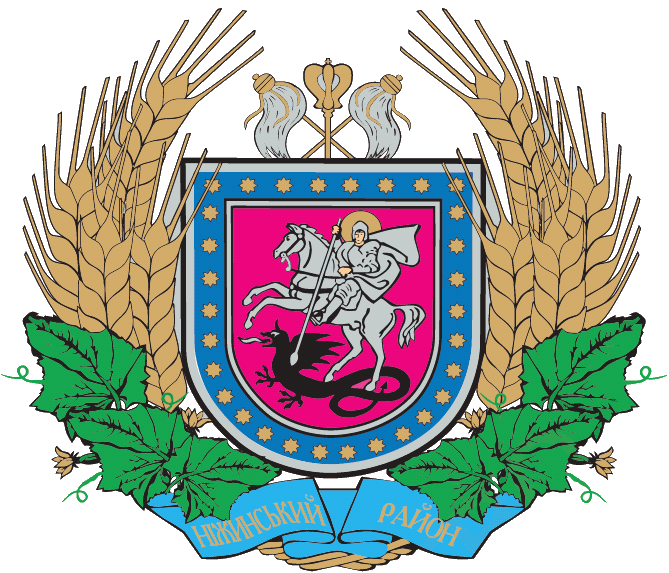
Герб Ніжинського району
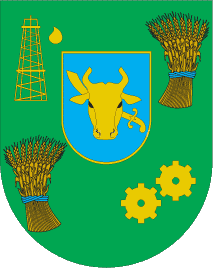
Герб Прилуцького району
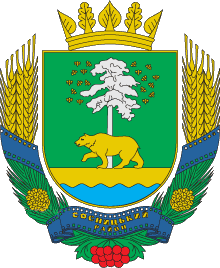
Герб Сосницького району
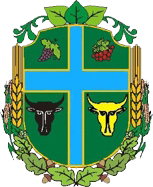
Герб Новоселицького району
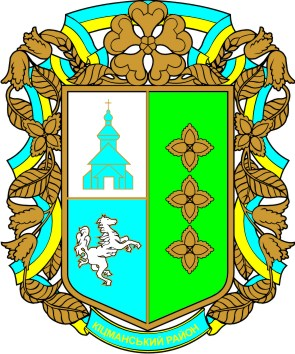
Герб Кіцманського району
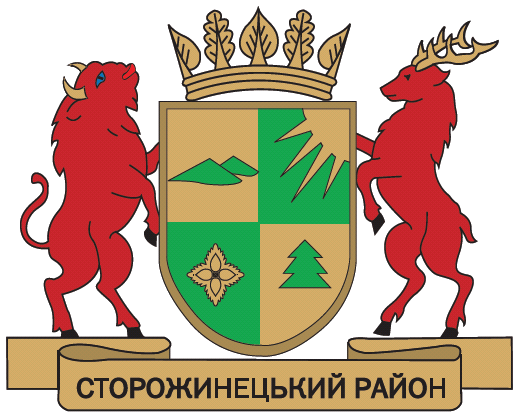
Герб Сторожинецького району
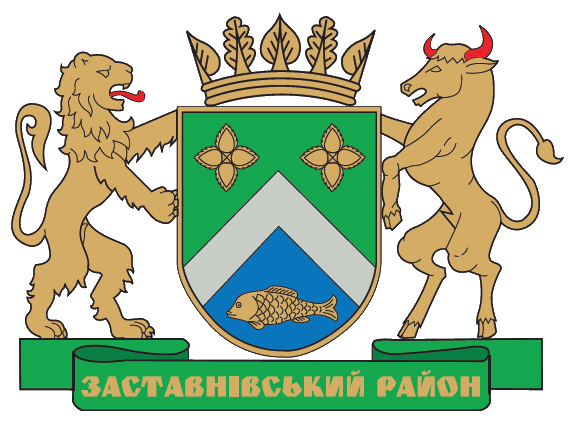
Герб Заставнівського району
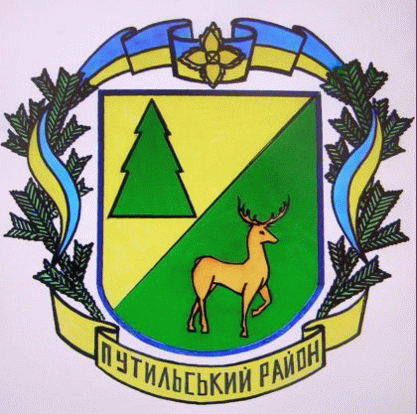
Герб Путильського району
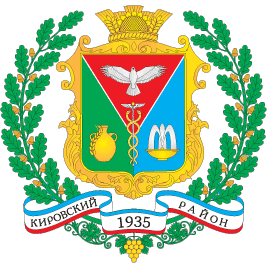
Герб Кіровського району
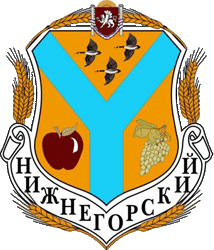
Герб Нижньогірського району
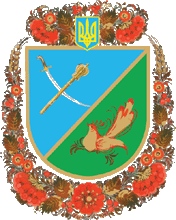
Герб Петриківського району
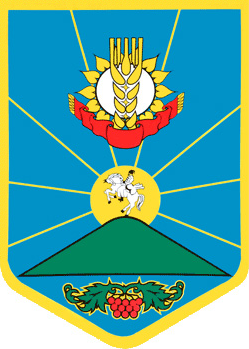
Герб Софіївського району

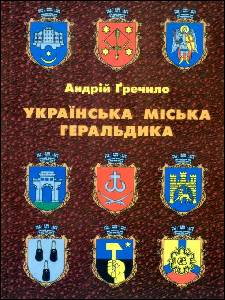
Українська міська геральдика
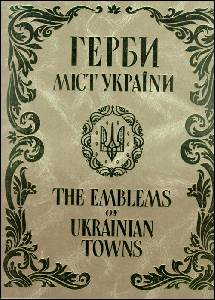
Герби міст України (XIV – І пол. ХХ ст.)
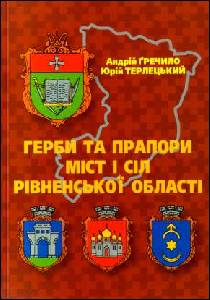
Герби та прапори міст і сіл Рівненської області
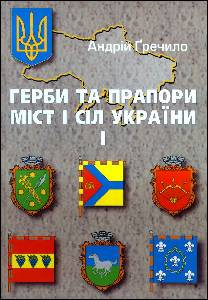
Герби та прапори міст і сіл України (ч. 1)